# Musikalische Straße

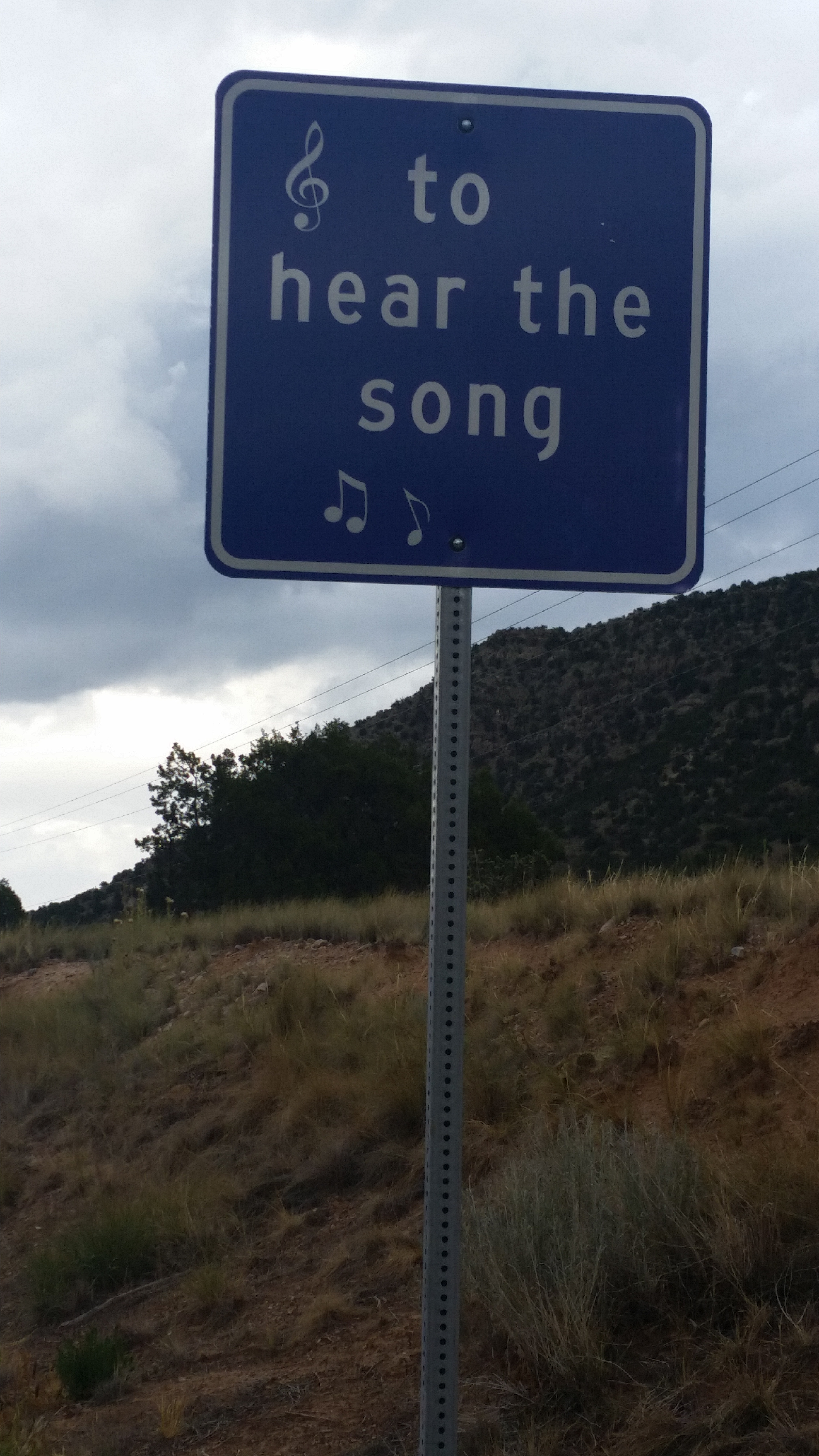
Tijeras Musikalische Straße

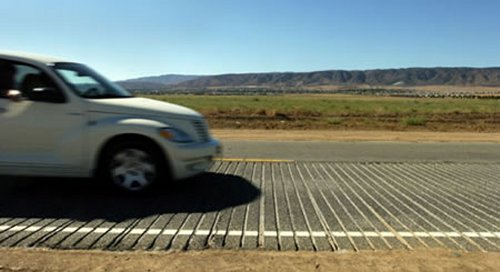
Rillen in exakten Abständen verursachen bei den überfahrenden Fahrzeugen mit richtiger Geschwindigkeit die Melodie

Eine musikalische Straße (englisch: musical road) – bisweilen auch als singende Straße bezeichnet – ist eine Straße, die beim Befahren eine Vibration erzeugt, die wiederum über die Räder als hörbare Tonfolge ins Fahrzeuginnere übertragen wird. Auf diese Weise kann eine musikalische Straße Lieder „spielen“.
Während manche musikalische Straße zum Vergnügen angelegt wurde, sollten andere die Aufmerksamkeit der Verkehrsteilnehmer unterstützen, um Unfälle zu vermeiden.

## Technik
Zur Erzeugung der Vibration gibt es unterschiedliche Techniken: entweder werden kleine Erhebungen auf der Straße angebracht (etwa Markierungsknöpfe oder Rüttelstreifen), oder aber es werden Rillen in den Straßenbelag geritzt oder gedrückt. Der wechselnde Abstand der Erhebungen oder Rillen bewirkt unterschiedliche Tonhöhen. Die vorgesehene Melodie klingt meist bei einer bestimmten Fahrgeschwindigkeit am Angenehmsten; so kann der Effekt auch zur Geschwindigkeitsregelung eingesetzt werden.

## Verbreitung
Musikalische Straßen gibt es in mehreren Ländern, darunter Dänemark, Japan, Südkorea, die Vereinigten Staaten, China, San Marino, Taiwan, die Niederlande, die Ukraine, Belarus und Ungarn. Im Folgenden einige Beispiele.

### Dänemark
Die erste bekannte musikalische Straße, das „Asphaltophon“ (dänisch: Asfaltofon), wurde im Oktober 1995 in Gylling, Østjylland, Denmark, von Steen Krarup Jensen und Jakob Freud-Magnus, zwei dänischen Künstlern, angelegt. Das Asphaltophon besteht aus Markierungsknöpfen.

### Japan

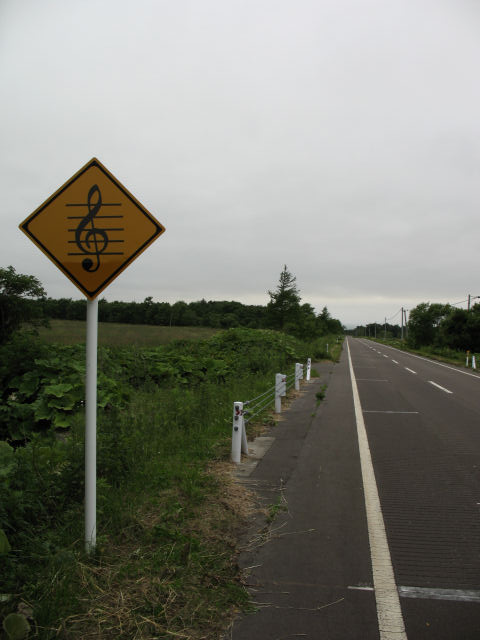
„Melody road“ in Shibetsu, Hokkaido, Japan

Als Shizuo Shinoda unbeabsichtigt mit einer Planierraupe den Straßenbelag zerkratzte, fiel ihm auf, dass man je nach Tiefe und Abstand der Kratzer Melodien erzeugen konnte. 2007 verfeinerte das Hokkaido National Industrial Research Institute Shinodas Konzept zur Schaffung einer „Melody road“.
In der Folge entstanden mehrere 250 m lange Melody roads: die erste in Hokkaido, eine andere in der Stadt Kimino in Wakayama, eine weitere in der Präfektur Shizuoka auf der Straße zum Fuji, und eine vierte in dem Dorf Katashina in der Präfektur Gunma. Alle diese musikalischen Straßen bestehen aus Rillen im Straßenbelag, deren Breite und Abstand variiert. Einige dieser Straßen bieten Stereoton, indem die Rillen für die linken und die rechten Räder der Fahrzeuge unterschiedlich sind.
2016 gab es bereits über 30 Melody roads in Japan.

### Niederlande
Bei Jelsum in Friesland wurde zur Geschwindigkeitsbegrenzung eine „singende Straße“ eingerichtet, welche die friesische Hymne De âlde Friezen erklingen ließ. Nach Beschwerden der genervten Anwohner wurde das Experiment nach einer Woche beendet.

### Südkorea
Die erste südkoreanische „Singing road“ befindet sich bei Anyang. Ähnlich wie in Japan wurden Rillen in den Straßenbelag geritzt. Ziel war es, die Verkehrsteilnehmer wach und aufmerksam zu halten und so Unfälle zu vermeiden. Die singende Straße spielt das Lied Mary Had a Little Lamb.
2010 gab es drei singende Straßen in Südkorea.

### Vereinigte Staaten
Die „Civic Musical Road“ in Lancaster (Kalifornien) wurde am 5. September 2008 angelegt. Die Rillen im Asphalt erzeugten das Finale der Ouvertüre aus Rossinis Oper Wilhelm Tell. Am 23. September 2008 wurden die Rillen jedoch nach Beschwerden der Anwohner entfernt.
Nach erneuten Beschwerden wegen der Entfernung der Rillen wurde die „Civic Musical Road“ an anderer Stelle wieder angelegt. Die Aktion wurde benannt nach dem Honda Civic und diente Werbezwecken für das Auto. Allerdings wurden die Rillenabstände nicht korrekt berechnet, daher ist das Musikstück nur undeutlich zu erkennen.

### Belarus
Die erste musikalische Straße in Belarus entstand in der Region Gomel, auf einem Straßenabschnitt der Straße Bobruisk – Mozyr am Ortseingang von Bobruisk. Das Hauptziel der Installation im Straßenbelag besteht darin, Unfälle durch Schlafen am Steuer und das Fahren in einen Graben aufgrund von Kontrollverlust zu verhindern. Auf dem betreffenden Straßenabschnitt gibt es rote Querlinien aus Plastik und beim Befahren dieses Abschnitts entsteht ein Geräuscheffekt, der an die Melodie des Liedes „Belarus“ der Gruppe „Pesnyary“ erinnert.

### Ungarn
2019 entstand zum Gedenken an den verstorbenen Sänger Cipő, der dort populären Pop-Band Republic ein 500 Meter langes Teilstück auf der R67 zwischen Mernye und Mernyeszentmiklós. Bei 80 km/h erzeugt es die Melodie des Liedes A 67-es út der Band.